# Ultimate++

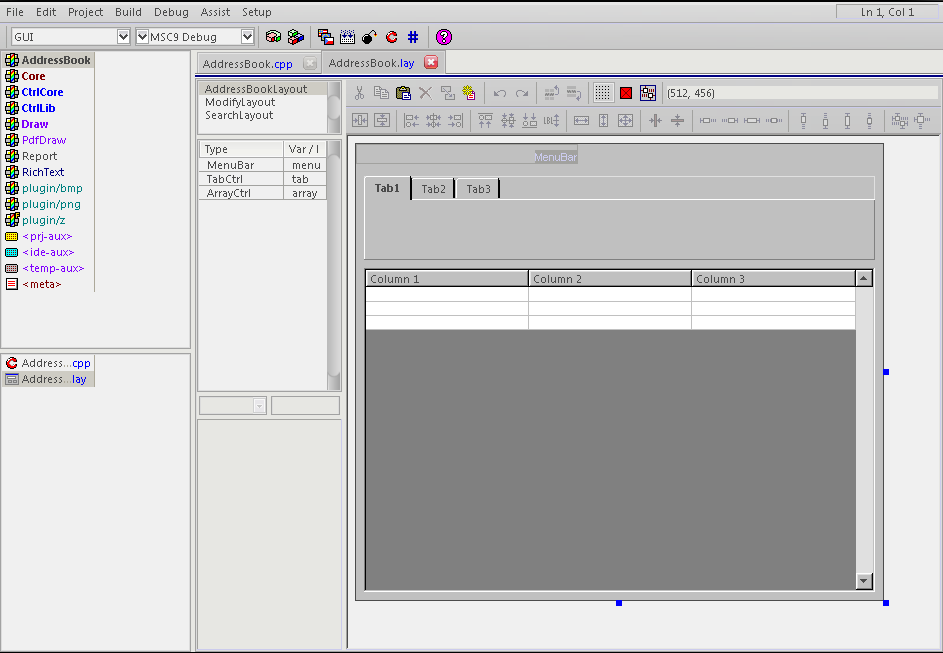
Captura de tela do U++.

Ultimate++ é uma aplicação C++ multiplataforma para desenvolvimento focada na produtividade dos programadores. Inclui uma série de bibliotecas (GUI, SQL) e um ambiente integrado de desenvolvimento.
O desenvolvimento rápido é obtido pelo uso agressivo e inteligente de C++, em contraste com outros geradores de código. Neste aspecto, o U++ compete com populares linguagens de script, enquanto preserva características runtime C/C++.
O ambiente de desenvolvimento integrado ao U++, TheIDE, introduz conceitos modulares para a programação C++. Traz tecnologia BLITZ para agilizar os rebuilds C++ em até quatro vezes, visual designers para bibliotecas U++, sistemas Topic++ para documentação de código e criação de recursos rich text para aplicações (como help e documentação de código) e Assist++, um poderoso analisador de código que traz recursos como completar código, navegação e transformação.
TheIDE pode trabalhar com compiladores GCC, MinGW e Visual C++ 7.1 ou 8.0 (incluindo o Visual C++ Toolkit 2003 e Visual C++ 2005 Express Edition) e traz um debugger completo. TheIDE pode também ser utilizado para desenvolver aplicações não-U++.